# Конституція Ірландії
Конституція Ірландії (ірл. Bunreacht na hÉireann, англ. Constitution of Ireland) — правова основа Республіки Ірландія. Конституція закріплює національний суверенітет ірландського народу. Була прийнята 29 грудня 1937 року.  Конституція зкріплює основні фундаментальні права та принципи. Ліберально-демократичний лад, за Конституцією, базується на системі представницької демократії. Політична система, заснована на принципі поділу влади і судового контролю. Президент Ірландії обирається на всенародних виборах, його функції обмежено головно до репрезентативних. Двопалатний парламент Ірландії базується на Вестмінстерській системі. 
Конституція оголосила колишній британський домініон суверенною, незалежною, демократичною державою.